# Dyckerhoff
Dyckerhoff est une entreprise allemande dont le siège est à Wiesbaden. L'entreprise est l'un des plus gros producteurs allemand de ciment.

## Histoire
Le 4 juin 1864, à Amöneburg, Wilhelm Gustav Dyckerhoff fonde, avec ses fils Gustav et Rudolf, la Portland-Cement-Fabrik Dyckerhoff & Söhne. 
Vingt ans plus tard, le marché américain commande à Dyckerhoff la fourniture la plus importante jamais enregistrée à l'époque : 8 000 barils de ciment Portland pour réaliser le pied de la statue de la Liberté dans le port de New York. 
- 1909 : les premiers fours rotatifs sont introduits pour la fabrication du ciment.
- 1911 : la forme juridique est modifiée en "Dyckerhoff & Söhne GmbH"
- 1931 : après la fusion avec Wicking AG, la société "Portland-Zementwerke Dyckerhoff Wicking AG" voit le jour. La même année le ciment Portland blanc "Dyckerhoff Weiss" est commercialisé.
- 1936 : la société change encore de nom et devient "Dyckerhoff Portland-Zementwerke AG".
- 1949 : Dyckerhoff est le premier fabricant de matériaux de construction à stocker le ciment dans des silos et à assurer des livraisons par camions citernes.
- 1956 : le nom devient "Dyckerhoff Zementwerke AG".
- 1959 : la production débute avec des fours à voie sèche et le béton prêt à l'emploi fait ses débuts.
- 1963 : Dyckerhoff rachète une usine en Espagne
- 1973 : la société se lance sur le marché luxembourgeois.
- 1977 : pour augmenter sa présence dans le béton prêt à l'emploi la division "Dyckerhoff Transportbeton GmbH" est créée.
- 1985 : le nom change encore et devient simplement "Dyckerhoff AG" ; la divisione Dyckerhoff Ausbauprodukte, pour couvrir le secteur des produits de finition, est créée.
- 1988 : Dyckerhoff se lance sur le continent nord-américain
- 1991 : la société rachète la cimenterie de Deuna en Thuringe (ex RDA), en 1994 se propulse jusqu'en Russie, en 1996 en Pologne et en 1997 en République tchèque.
- 1995 : le Divisions Ciment, Béton prêt à l'emploi et Produits de finitions (ensuite arrêtée en 2001) sont créées.
- 1997 :  apparaissent les divisions Ciment Allemagne et Ciment International, qui seront transformées en 2001 en Ciment Allemagne/Europe occidentale et Ciment Europe Centre-orientale/Amérique.
- 1999 : le rachat de Lone Star Industries aux États-Unis s'achève.
- 2002 : le programme de restructuration "Dyckerhoff 21" est lancé, un effort exceptionnel de renouvellement et mise à niveau dans le domaine de la gestion dans le but de rechercher une meilleure efficacité opérationnelle. En novembre, la famille Dyckerhoff vend 34 % du capital détenu dans Dyckerhoff AG. Buzzi Unicem en prend 10 % et la Banque San Paolo IMI, liée à Buzzi Unicem 24 %. La participation de Buzzi Unicem dans Dyckerhoff passe à 44 %.
- 2003 : Dyckerhoff vend ses intérêts en Espagne ainsi que les 50 % encore détenus dans Anneliese Zementwerke AG. Au même moment ils augmentent leur participation dans Ciments Luxembourgeois à 93 %. Le processus de la prise de contrôle totale par Buzzi Unicem se poursuit.
- 2004 : au cours du premier trimestre, Buzzi Unicem a atteint les 50 % du capital du cimentier allemand Dyckerhoff ; un mois plus tard, il montait à 67 %.
- 2006 : Le 30 octobre, Buzzi Unicem lance une OPE totalitaire sur le reste du capital Dyckerhoff encore en circulation. La société est intégrée dans le groupe italien Buzzi Unicem SpA.